# 一三事件
一三事件，或南京“一三”事件，1967年1月3日发生于南京，是文化大革命时期南京首次大规模武斗。

## 经过
12月，南京“赤卫队”代表两度进入江苏省委大院，要求省委承认“赤卫队”是革命群众组织，同时提出反对省委与造反派签订的《八项协议》。未获同意。又提出《七项要求》，未获同意。于是“赤卫队”决定去北京汇报。12月25日，万余“赤卫队”队员从南京徒步北上。经劝解，1967年1月2日，“赤卫队”队员陆续返回南京。1月3日晚，“红总”所属的“红卫军”朝阳区（即白下区）总部调集数千人围攻江苏饭店。双方大规模武斗，1000余人受伤，“赤卫队”队员受伤近七百人。